# Psychofizjologia
Psychofizjologia — dział nauki z pogranicza psychologii i fizjologii, zajmujący się wzajemnym związkiem procesów psychicznych i fizjologicznych. Opisuje on wzajemną zależność emocji, zmian świadomości, sposobów zachowania z funkcjonowaniem mózgu, układu krążenia, oddychania, motoryki i układu hormonalnego.
Dziedziny psychofizjologii wydziela się pod względem tematów badania, głównych psychologicznych systemów funkcjonowania oraz obszarów zastosowania. Do głównych tematów należą emocje oraz reakcje na stres, zmiany świadomości, napięcie, odprężenie i sen. Psychologia kognitywna bada, w jaki sposób przerabiane są informacje w przypadku bodźców zmysłowych lub w przypadku zadań kognitywnych. Psychofizjologia ma także wkład w badania dziedzin takich jak psychiatria i psychologia.

## Historia
Pojęcie Psychofizjologii wykształciło się pod wpływem niemieckiego psychiatry Christiana Friedricha Nasse (1778-1851) i pod względem historycznym ma związek z używanym w ówczesnych czasach pojęciem psychofizyki. Neurolog i psychiatra Hans Berger (1873-1941), który uważany jest za pioniera elektroencefalografii podkreślał, iż w psychofizjologii chodzi o zrównanie metod z zakresu psychologii i psychiatrii. Historia rozwoju psychofizjologii, neurologii i biopsychologii z pogranicza różnych dziedzin odzwierciedla polemikę, która miała miejsce w XIX w. między psychiatrami, somatykami w zakresie psychologii i psychiatrii i która trwa do dziś. Istnieje wiele filozoficznych teorii na temat tego, czy świadomość i funkcjonowanie mózgu mogą na siebie wzajemne oddziaływać, czy chodzi o dwie strony tych samych psychofizycznych procesów, czy to są dwa różne, ale wzajemnie się uzupełniające, komplementarne opisy funkcji mózgu.
Od połowy XIX wieku można już obrazować podczas emocji i zadań myślowych puls, oddech, wcześniej także ciśnienie, aktywność serca (przy pomocy elektrokardiogramu) oraz aktywność mózgu (przy pomocy elektroencefalogramu). Jednoczesna rejestracja różnych psychologicznych zmian jest typowa dla tej dyscypliny badań. Psychofizjologię można postrzegać jako część nauk o funkcjonowaniu systemu nerwowego oraz jedną z podstawowych dyscyplin medycyny behawioralnej, terapii behawioralnych, psychologii pracy i ich obszarów zastosowania. 

## Pobudzenie fizjologiczne i reaktywność
Pobudzenie i indywidualna reaktywność należą do głównych pojęć psychofizjologii. Pojęcie nadrzędne pobudzenie obejmuje m.in. emocje, podniecenie, napięcie, rozluźnienie. Podczas reakcji na bodziec lub podczas stanu strachu objawia się najczęściej wyraźna reakcja cielesna w porównaniu do fazy spokoju. W badaniach psychofizjologicznych opisano typowe schematy reakcji. Należą do nich wzrost obiektywnego napięcia, wzrost częstotliwości bicia serca, ciśnienia krwi, przyśpieszony oddech, reakcja pocenia się elektryczna zdolność przewodzenia ciała (aktywność elektrodermalna), napięcie mięśni, jak także wzrost wydzielania pewnych hormonów takich, jak adrenalina, noradrenalina, kortyzol, hormon wzrostu. W przeciwieństwie do tych reakcji obniża się dopływ krwi i temperatura ciała. Poza tym zmieniają się wartości elektroencefalografu i wartości immunologiczne. Ta reakcja jest celowa z punktu widzenia biologicznego, ponieważ przygotowuje organizm do ataku lub ucieczki. Pod względem reakcji istnieje pewna różnorodność, ponieważ u niektórych silniej podnosi się ciśnienie krwi, u innych silniej napinają się mięśnie. Mianem reaktywności określa się trwającą jakiś czas reakcję danej osoby na bodziec lub obciążenie regularnie poprzez silniejsze lub słabsze pobudzenie. 

## Emocje
Dziedzina psychofizjologii emocji jest stosunkowo dobrze rozwinięta. Istnieje wiele danych na temat związku procesów emocjonalnych (np. sześciu podstawowych emocji wg Ekmana) ze wskaźnikami psychofizjologicznymi i można wyróżnić charakterystyczne wzorce aktywności fizjologicznej (akcja serca, aktywność mięśni mimicznych, reakcja elektrodermalna i inne) dla różnych emocji. Wiąże się to z tym, że w umyśle zaprogramowane są neurobiologiczne programy dla podstawowych emocji. Programy te uwidaczniają się na przykład w formie stałych i mierzalnych wzorców napięcia mięśni mimicznych twarzy podczas odczuwania różnych stanów emocjonalnych. 

## Osobowość
Poza indywidualną morfologiczną budową ciała istnieje także relatywnie przedłużony biochemiczny i wewnątrzwydzielniczy indywidualizm ludzki, który wraz z wrodzonymi niewydolnościami funkcjonalnymi i skłonnościami do chorób określają konstytucję człowieka. Już w antyku w ramach nauki o czterech sokach ciała poszukiwano biologicznej podstawy pewnych cech charakteru lub temperamentu. W późniejszym okresie doszukiwano się związku określonych grup krwi i hormonów z budową ciała, ale do dziś nie zostały one całkowicie udowodnione. Jednakże badania te są kontynuowane z uwagi na przekonanie, że konstytucja i temperament muszą mieć wspólną podstawę w mózgu lub związek z materiałem genetycznym. Duży wpływ na psychofizjologię odegrał brytyjski psycholog Hans Jürgen Eysenck. Twierdził on, że cechy osobowości, emocjonalność mają biologiczną postawę w reaktywności wegetatywno-wewnątrzwydzielniczej oraz introwersja i ekstrawersja w różnorodnej centralnej pobudliwości. Neurobiologiczne i immunologiczne badania z perspektywy teorii osobowości Eysencka ukazują skomplikowany obraz zarówno poprzez pozytywne, jak i negatywne rezultaty badań.

## Obszary zastosowania
W wielu obszarach koncepty i metody psychofizjologii okazały się owocne zarówno teoretycznie jak i praktycznie. W miejscu pracy należy ująć zarówno cielesne, mentalne jak i emocjonalne aspekty w celu poprawy przebiegów procesów pracy, regulowania przerw i formowania pracy. Chroniczne przeciążenie może także stać się jedną z przyczyn zaburzeń chorobowych m.in. wysokiego ciśnienia i może mieć negatywny wpływ na wiele innych chorób. W psychologii klinicznej i psychiatrii perspektywa psychofizjologiczna pomaga w opracowaniu dokładnych modeli objaśnień, przykładowo zaburzeń lekowych, zaburzeń somatoformicznych, pogranicznych zaburzeń osobowości (osobowość borderline) i innych chorób, którymi zajmuje się psychiatria.
W terapiach behawioralnych stosowane są metody psychofizjologii, aby uchwycić postępy w leczeniu. W praktyce dalece rozpowszechnione są także ośrodki snu, które wykorzystują psychofizjologiczne metody do diagnostyki zaburzeń snu. W dyscyplinach terapeutycznych zachowały się także psychofizjologiczne techniki relaksacji.
Duże praktyczne znaczenie w diagnostyce i regularnym nadzorowaniu funkcji ciała i symptomów ma monitoring ambulatoryjny w celu ujęcia krytycznych zmian w ryzykownych przypadkach. Dzięki niemu można dopasować odpowiednią dawkę leku i rozpoznać postępy w leczeniu. 24-godzinny monitoring EKG i ciśnienia krwi są nieodzownymi rutynowymi metodami, które w przekonujący sposób odbijają bezpośrednio reaktywność.
Coraz częściej psychofizjologia znajduje zastosowanie praktyczne w psychoterapii. Zauważono zwiększenie skutku terapeutycznego poprzez połączenie metody fizjologicznej z psychologiczną (metoda neurotranslacyjna). Stąd też EEG Biofeedback jest urządzeniem, które jest wykorzystywane do treningów psychoterapeutycznych, które mają na celu opanowanie niektórych reakcji wyuczonych – np. nadmierne emocjonowanie się. Wykorzystuje się ten mechanizm podczas pracy z klientami depresyjnymi, przy anoreksji, bulimii, fobii, natręctwach, uzależnieniach, ADHD, stresie, bezsenności, nerwicach, zaburzeniach osobowości. Biofeedback EEG jest również wykorzystywany do poprawy pamięci, koncentracji, jak również do nauczenia się łatwiejszego wchodzenia w stan odprężenia i relaksu. Efekt, który zauważono podczas stosowania metody neurotranslacyjnej, to zmiana zapisu w pamięci, ale i w zachowaniu człowieka. Stąd też osoba trenowana szybciej zauważa, że zaczyna mieć wpływ na swoje ciało i podświadomość, co przeciwdziała przedwczesnemu porzuceniu terapii i daje możliwość doprowadzenia jej do skutku.

## Metody
W przypadku najczęstszych badań psychosomatycznych stosuje się wyłącznie metody nieinwazyjne. Należą do nich: Elektroencefalogram, elektrokardiogram, pomiary ciśnienia krwi, oddechu, temperatury etc. Na podstawie próbek śliny można ustalić, czy zmieniła się wartość kortyzolu. Określenie innych wskaźników hormonalnych i immunologicznych wymaga pobrania próbek krwi. Dzięki niektórym nowym ocenom ambulatoryjnym i monitoringowi opracowano nowe założenia badawcze.